# Kanton Montbazens
Kanton Montbazens (francouzsky Canton de Montbazens) je francouzský kanton v departementu Aveyron v regionu Midi-Pyrénées. Tvoří ho 13 obcí.

## Obce kantonu
- Brandonnet
- Compolibat
- Drulhe
- Galgan
- Lanuéjouls
- Lugan
- Maleville
- Montbazens
- Peyrusse-le-Roc
- Privezac
- Roussennac
- Valzergues
- Vaureilles